# Lingyuan
Lingyuan (凌源市S, LíngyuánP) è una città-contea della Cina, situata nella provincia di Liaoning e amministrata dalla prefettura di Chaoyang.